# Sedge (otok)
Sedge (špa. Isla Culebra) je jedan od otoka Falklandskog otočja. Izdvojen je iz glavne skupine, a nalazi se sjeverno od velikog otoka West Falkland i istočno od Jasonovih otoka. Nalazi se sjeveroistočno od otoka Carcass i sjeverozapadno od otoka Saunders. Nisko je položeno i prekriveno travom i grmovima, uključujući šaš po kojem je dobilo ime.
Godine 1978., otok Sedge bio je u vlasništvu Waltera "Wallyja" McBetha, koji se ondje pokušao nastaniti sa suprugom i dvije kćeri. Planirao je izgraditi malu pistu za FIGAS (Falkland Islands Government Air Service), ali to se nije dogodilo. Ipak je podigao neuspješnu farmu ovaca, najprije s kolibom koju je donio brodom na otok, a potom i montažnu kuću s tri spavaće sobe.
Godine 1985. kupio ga je David Hawksworth, i otok je od tada u njegovom vlasništvu.